# 誠業路駅
誠業路駅（せいぎょうろえき）は、中華人民共和国浙江省杭州市浜江区江南大道と誠業路の交差点に位置する杭州地下鉄6号線の駅。

## 歴史
- 2020年12月30日：開業[1]。

## 駅構造
島式ホーム1面2線を有する地下駅。

### のりば

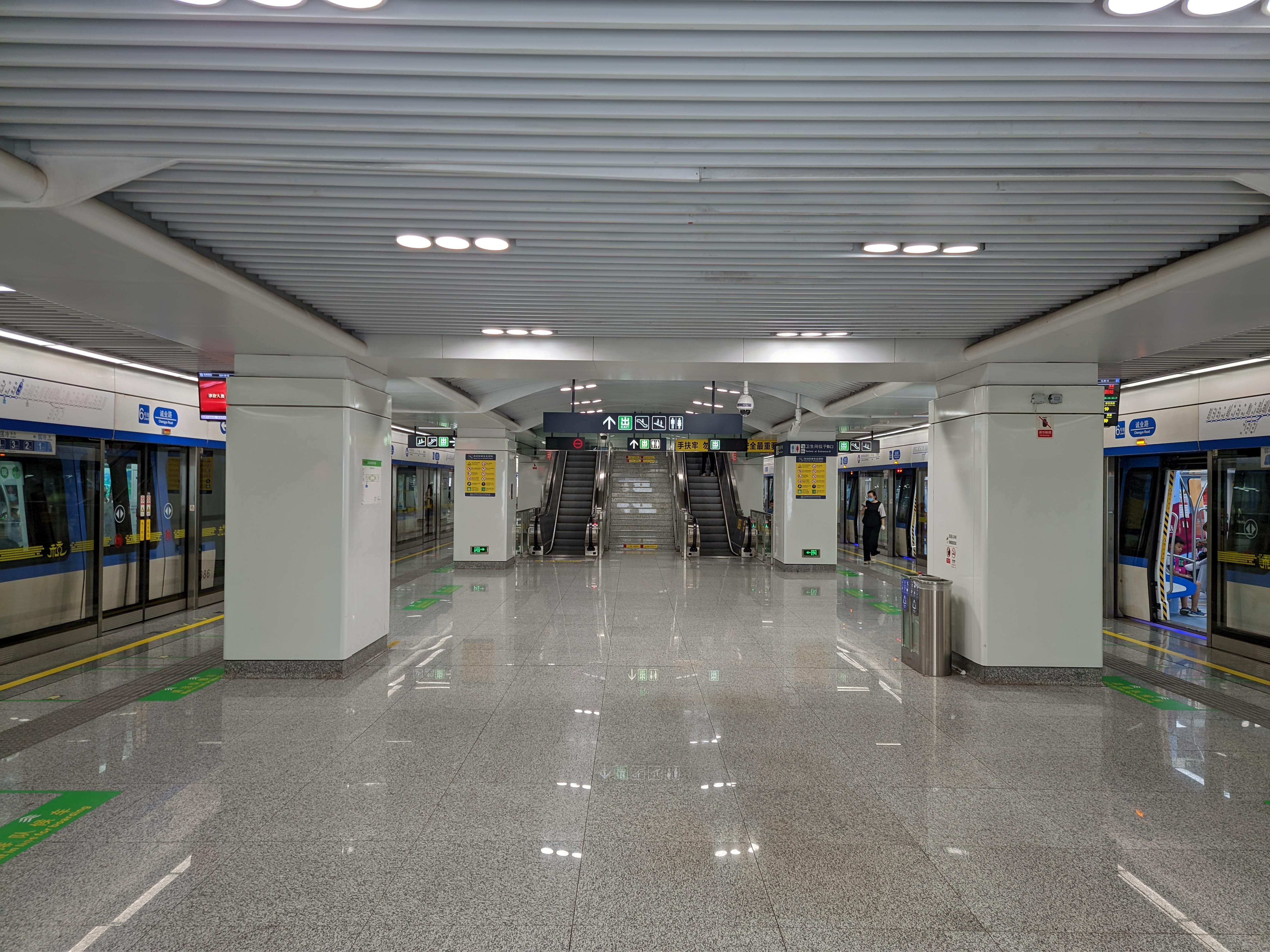
ホーム
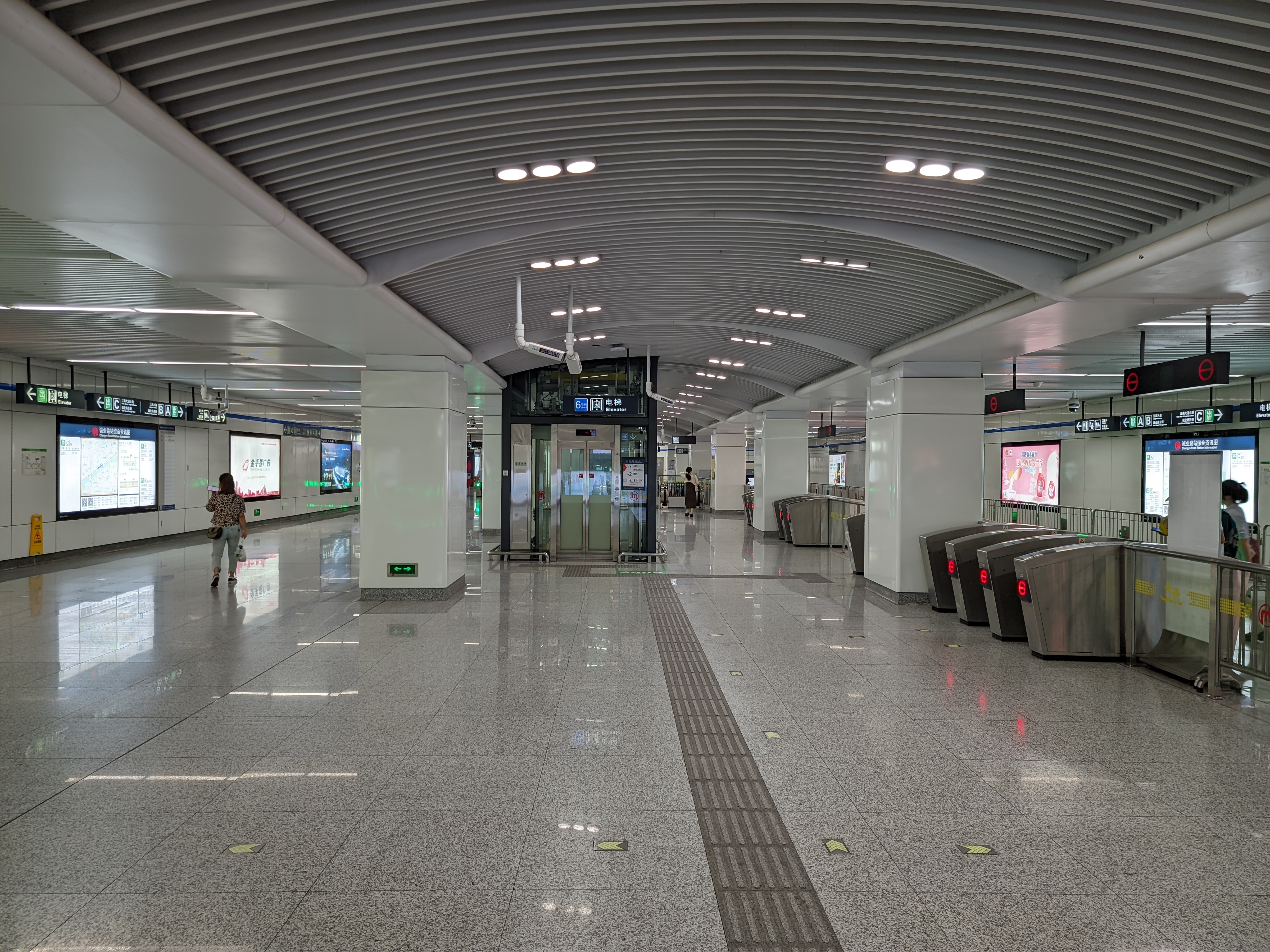
コンコース

案内上ののりば番号は設定されていない。
| 路線    | 方向 | 行先                           |
| ------- | ---- | ------------------------------ |
| ■ 6号線 | 下り | 桂花西路・双浦方面             |
| ■ 6号線 | 上り | 火車東站（東広場）・枸橘弄方面 |

（出典：杭州地下鉄:站内空间示意图）
- ホーム
- コンコース

## 駅周辺
- ノキア通信創新軟件園
- 杭州高新実験学校
- 浜城雲府
- 浜江宝竜城（中国語版） - C出入口直結
- 亜光杭発ビル
- 中国聯合網絡通信有限公司浙江省分公司
- 杭州華美達ホテル
- 現代印象広場
- 科達投資ビル
- BIOER健康産業園
  - 杭州博日科技有限公司

## 隣の駅
杭州地下鉄
■ 6号線
偉業路駅 - 誠業路駅 - 建業路駅